# Бисли, Эллис
Эллис Бисли (англ. Allyce Beasley; 6 июля 1954, Бруклин, Нью-Йорк, США) — американская актриса кино и телевидения, также актриса озвучивания.

## Биография
Эллис Бисли родилась в 1954 году в семье художника-карикатуриста и бухгалтера. С 1985 по 1988 состояла в браке с актёром Винсентом Скьявелли, от этого брака в 1987 году у них родился сын Андреа.

## Избранная фильмография
| Год       |    | Русское название                           | Оригинальное название             | Роль                     |
| --------- | -- | ------------------------------------------ | --------------------------------- | ------------------------ |
| 1982      | с  | Такси                                      | Taxi                              | Синди Бейтс              |
| 1982      | с  | Весёлая компания                           | Cheers                            | Лиза                     |
| 1983      | с  | Ремингтон Стил                             | Remington Steele                  | Линетт Мерсер            |
| 1985—1989 | с  | Детективное агентство «Лунный свет»        | Moonlighting                      | Агнес Дипесто            |
| 1990      | с  | Альф                                       | ALF                               | Маргарет                 |
| 1991      | ф  | Моторама                                   | Motorama                          | секретарь                |
| 1991      | мс | Чёрный Плащ                                | Darkwing Duck                     | Тиа                      |
| 1993      | ф  | Заряженное оружие                          | Loaded Weapon 1                   | Дестини Дименор          |
| 1993      | с  | Томминокеры: Проклятье подземных призраков | The Tommyknockers                 | Бека Полсон              |
| 1993      | ф  | Почище напалма                             | Wilder Napalm                     | диктор                   |
| 1995      | ф  | Румпельштильцхен                           | Rumpelstiltskin                   | Хильди                   |
| 1996      | с  | Прикосновение ангела                       | Touched by an Angel               | Кейт Паунд               |
| 1997      | мс | Экстремальные охотники за привидениями     | Extreme Ghostbusters              | Бесс                     |
| 1997—2000 | мс | Переменка                                  | Recess                            | мисс Алордейн Гротки     |
| 1998      | мс | Дикая семейка Торнберри                    | The Wild Thornberrys              | зяблик / пингвин         |
| 1999      | ф  | Стюарт Литтл                               | Stuart Little                     | тётя Беатрис             |
| 2000      | с  | Диагноз: убийство                          | Diagnosis: Murder                 | Сара Финч                |
| 2000      | с  | Седьмое небо                               | 7th Heaven                        | миссис Бисли             |
| 2001      | ф  | Блондинка в законе                         | Legally Blonde                    | советник                 |
| 2001      | с  | Фелисити                                   | Felicity                          | Шерон                    |
| 2002      | ф  | Артефакт                                   | Wishcraft                         | мама Бамперс             |
| 2004      | мс | Джонни Браво                               | Johnny Bravo                      | в роли самой себя        |
| 2004      | с  | Новая Жанна д’Арк                          | Joan of Arcadia                   | женщина с кошачьим богом |
| 2009      | с  | Медиум                                     | Medium                            | Рут Боддикер             |
| 2009      | с  | Как вращается мир                          | As the World Turns                | Эдна                     |
| 2010      | с  | Гравитация                                 | Gravity                           | доктор Карен Робинсон    |
| 2010—2011 | с  | Смертельно скучающий                       | Bored to Death                    | Флоренс Эймс             |
| 2015      | с  | Готэм                                      | Gotham                            | медсестра Дороти Дункан  |
| 2016      | с  | Закон и порядок: Специальный корпус        | Law & Order: Special Victims Unit | миссис Вайссман          |
| 2018      | с  | Маньяк                                     | Maniac                            | Амелия                   |

## Награды и номинации
| Награда        | Год  | Категория                                                                    | Название работы                     | Результат |
| -------------- | ---- | ---------------------------------------------------------------------------- | ----------------------------------- | --------- |
| Золотой глобус | 1988 | Лучшая женская роль второго плана в мини-сериале, телесериале или телефильме | Детективное агентство «Лунный свет» | Номинация |
| Эмми           | 1986 | Лучшая женская роль второго плана в драматическом телесериале                | Детективное агентство «Лунный свет» | Номинация |
| Эмми           | 1987 | Лучшая женская роль второго плана в драматическом телесериале                | Детективное агентство «Лунный свет» | Номинация |